# دیوید مارتین (بازیکن فوتبال، زاده ۱۹۹۲)
دیوید مارتین (انگلیسی: David Martín؛ زادهٔ ۲۷ اوت ۱۹۹۲) بازیکن فوتبال اهل اسپانیا است.
از باشگاه‌هایی که در آن بازی کرده‌است می‌توان به باشگاه فوتبال نومانسیا اشاره کرد.